# Saint-Bonnet-de-Condat

Saint-Bonnet-de-Condat este o comună în departamentul Cantal, Franța. În 1 ianuarie 2022 avea o populație de 113 de locuitori.